# Szemnapvédő faktor
A szemnapvédő faktor (angolul: Eye Sun Protection Factor, röviden E-SPF) új mérőszám a szemüveglencsék teljes körű UV védelmének kifejezésére.
Annak érdekében, hogy a szem UV védelme minden eddiginél nagyobb figyelmet kapjon, bevezettek egy új, nemzetközi mérőszámot, amely a napvédő krémek SPF faktorának analógiájára építve került kialakításra.
Amerikai kutatások szerint a szemre káros UV sugárzás akár 50%-a hátulról érkezve, és a szemüveglencsék hátsó oldaláról visszaverődve kerül a szembe. Mivel ezt eddig nem vizsgálta senki, így erre vonatkozóan nem volt rendelkezésre álló adat, ezért a gyártók kizárólag a szemüveglencsék alapanyagának UV szűrésére fordítottak figyelmet.

## Az E-SPF faktor számítása
Az UV védelem nélküli és az UV védelemmel ellátott állapot hányadosa. A számlálóban 100% áll, azaz a védelem nélküli állapot. A nevezőben az első oldali UV áteresztés (TUV 0°) és a hátsó oldali UV visszatükrözés (RUV 145°) összege szerepel. 

Az E-SPF érték kizárólag a szemüveglencsén áthaladó és a hátsó oldaláról visszavert UV sugárzást tartalmazza, a szemüveglencsén kívülről, közvetlenül a szembe jutó UV sugárzást nem.
A kozmetikai ipar SPF faktorához hasonlóan az UV védelem mértékét fejezi ki, megkönnyítve ezáltal a szemüvegviselők választását az egyes szemüveglencsék között. Az E-SPF érték segítségével különbséget tudunk tenni az egyes szemüveglencsék teljes UV védelme között, minél magasabb ez az érték, annál magasabb a szemüveglencse teljes UV védelme. Tehát egy E-SPF=25 faktorú lencsének 25-szörös az UV védelme a nem védett állapothoz képest.

## 2012-ben használatos E-SPF kategória értékek
- E-SPF=5
- E-SPF=10
- E-SPF=25
- E-SPF=50+ [2]

- A hátsó oldali UV szűrés nélküli szemüveglencsék E-SPF értéke: 5 (2-7 értékig)
- A hátsó oldali UV szűréssel ellátott átlátszó szemüveglencsék E-SPF értéke: 25 (15-50 értékig)[3]
- A hátsó oldali UV szűréssel ellátott napszemüveglencsék és polarizált lencsék E-SPF értéke: 50+ (50 érték felett)

## A szemüveglencsék UV szűrése
A szem UV védelme nem feltétlenül függ össze a szemüveglencsék színezettségével: A színezetlen szemüveglencsék is kitűnő UV védelmet biztosíthatnak, sok esetben akár jobbat is a nem megfelelő UV védelemmel ellátott napszemüvegeknél. Az erős napsütés ellen azonban csak a színezett vagy polarizált napszemüveglencsék védenek, ráadásul ezek kerete általában nagyobb, ezért az oldalról érkező napsugarak ellen is védelmet nyújtanak.
Nem minden szemüveglencse nyújt egyforma UV védelmet. A lencsék teljes UV védelme (E-SPF faktora) lencséről lencsére változik: 2-50+ érték között, az alapanyag UV szűrő képességétől és a tükröződéscsökkentő réteg UV visszaverésétől függően. A jelenleg használt szemüvegéről bővebb tájékoztatást az optika üzletekben kaphat.
Az UV védelemmel ellátott szemüveglencsék csökkentik a szürke hályog kialakulásának rizikóját. Azoknál az embereknél, akik legalább 20 évig szemüveget viseltek, átlagosan 6 évvel később alakul ki a szürke hályog, mint azoknál, akik nem viseltek szemüveget”